# مریم‌گلی پرساقه
مریم‌گلی پرساقه (نام علمی: Salvia multicaulis) نام یک گونه از سرده مریم‌گلی است.